# Campanile (Firenze)

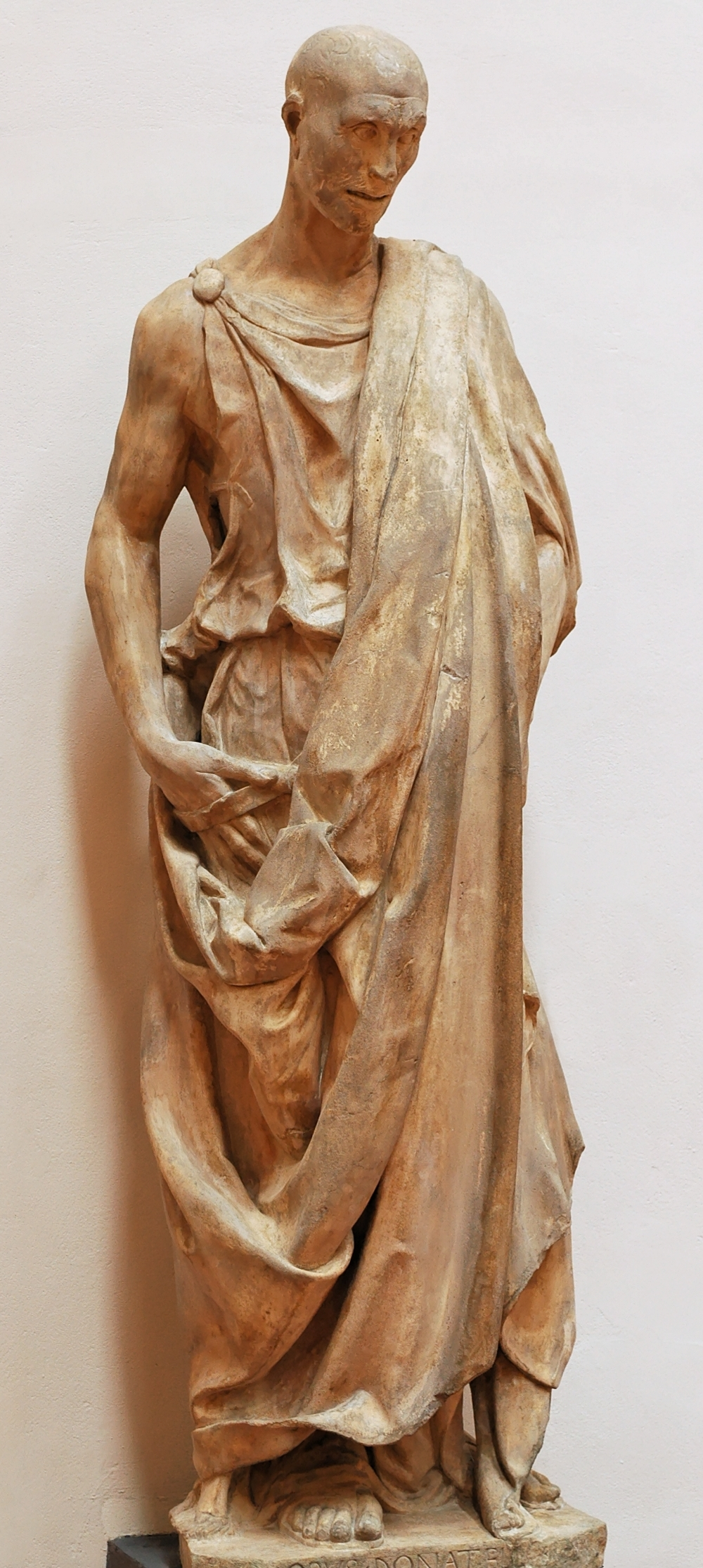
A Campanile leghíresebb szobra Donatello műve: Habakuk próféta

A Campanile (Campanile di Giotto, magyarul: Harangtorony vagy Giotto harangtornya) az olaszországi Firenzében, a történelmi városközpontban álló dómhoz tartozó harangtorony. Építését 1334-ben kezdték meg Giotto di Bondone tervei alapján, és 25 évvel később, 1359-ben fejezték be.

## Építése
A városi tanács 1334-ben bízta meg Giottót, hogy építsen egy olyan harangtornyot, „mely szépség, magasság és a kivitelezés művésziessége szempontjából mindent múljon felül, amit a görögök és rómaiak, még művészi nagyságuk csúcsán is, valaha alkottak", így a tervek szerint a torony 100 méter magas lett volna. Az építkezést még abban az évben elkezdték. Három évvel később Giotto meghalt, ekkor Andrea Pisano és Francesco Talenti vette át a munkálatok irányítását, akik áttervezték a tornyot, így az végül is 84 méter magas lett. Építése 1359-ben, 25 évi munka után fejeződött be.
A torony alsó szintjét még Giotto építette meg, a második és harmadik szintet Andrea Pisano tervezte. 1348-ban, Pisano halála után Francesco Talenti lett a munkálatok vezetője, ő építette meg a negyedik és ötödik szintet. Az ötödik emeleten – amely önmagában olyan magas, mint a harmadik és negyedik együtt – kapott helyet a harangtorony is.

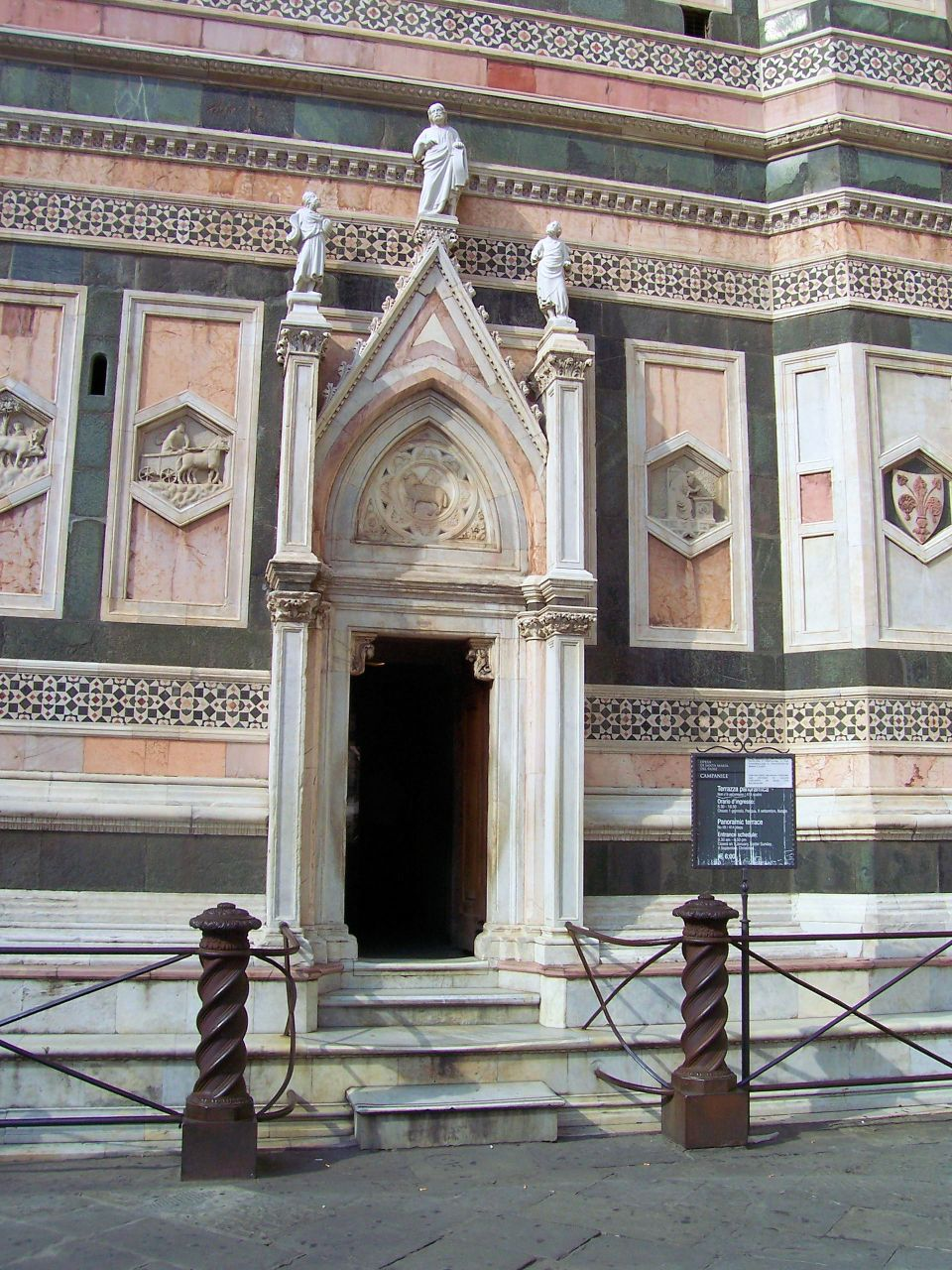
A Campanile bejárata
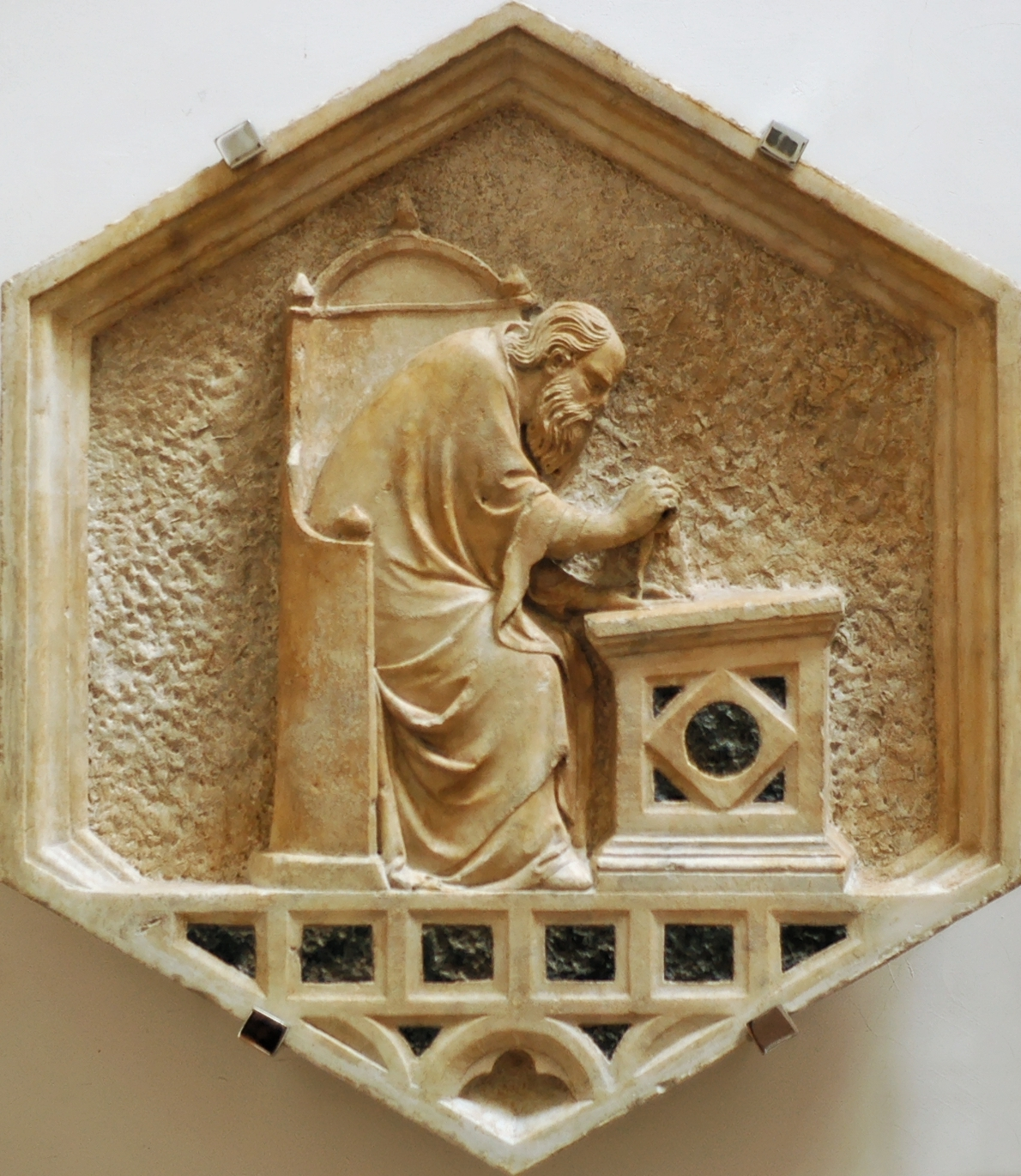
Euklidészt ábrázoló dombormű
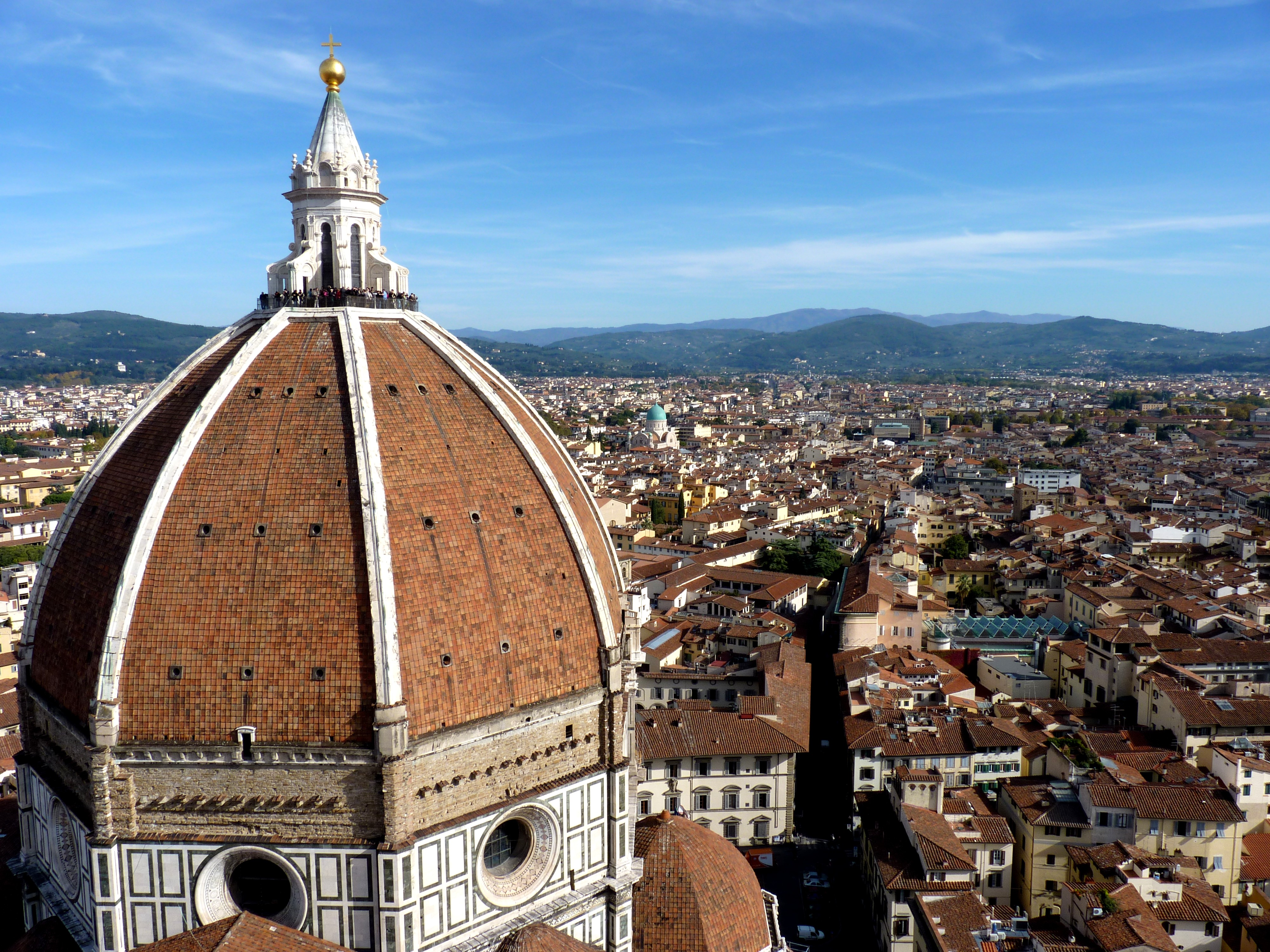
Kilátás a dóm kupolájára

## Leírása
A Campanile ötszintes, gótikus stílusú építmény. Külsejét színes márványburkolat fedi, fő színei, a fehér és a zöld mellett a piros is megjelenik. Giotto ötlete volt, hogy a torony éleit erősen hangsúlyozza, így az építmény nyolcszögű lett. A torony díszítését 1387-ben fejezték be. A Campanile magassága 84-85 méter, alapterülete 14×14 méter, falainak vastagsága 3 méter.

### A földszint
A torony alsó részét még Giotto tervezte, kivéve a kaput, ami később készült. A földszint mind a négy oldalát hatszögletű és rombusz alakú keretbe foglalt domborművek díszítik, két sorban elhelyezve. Ezeknek a témái változatosak, az ember teremtésétől a mesterségek, tudományok, művészetek kialakulásának ábrázolásáig terjednek. Ma a tornyon csak másolatok láthatóak, az eredetiek a Dóm múzeumban vannak kiállítva.
A két sor közül az alsó 27 domborműve közül 22-t Pisano készített, még Giotto rajzai alapján, 5 pedig Luca della Robbia műve a 15. századból. A domborművek „olvasási sorrendje” a keleti, keresztelőkápolna felőli oldalon kezdődik. Itt, a bejárat fölött látható az Isten báránya és mellette a mesterségek kialakulásáról szóló képek. Az északi (dóm felőli) oldalon láthatóak a művészetekről szóló reliefek, amiken antik művészek is megjelennek (Pheidiász, Apellész, Püthagorasz, Orpheusz, Platón, Arisztotelész). Ennek az oldalnak a domborművei közül készített ötöt della Robbia, ezért ezek stílusa jelentősen eltér a többiétől. A nyugati oldal domborművei ábrázolják az ember teremtését és a bibliai őstörténetet Noéig, a déli oldal pedig az ipari, kereskedelmi és tudományos életet mutatja be.

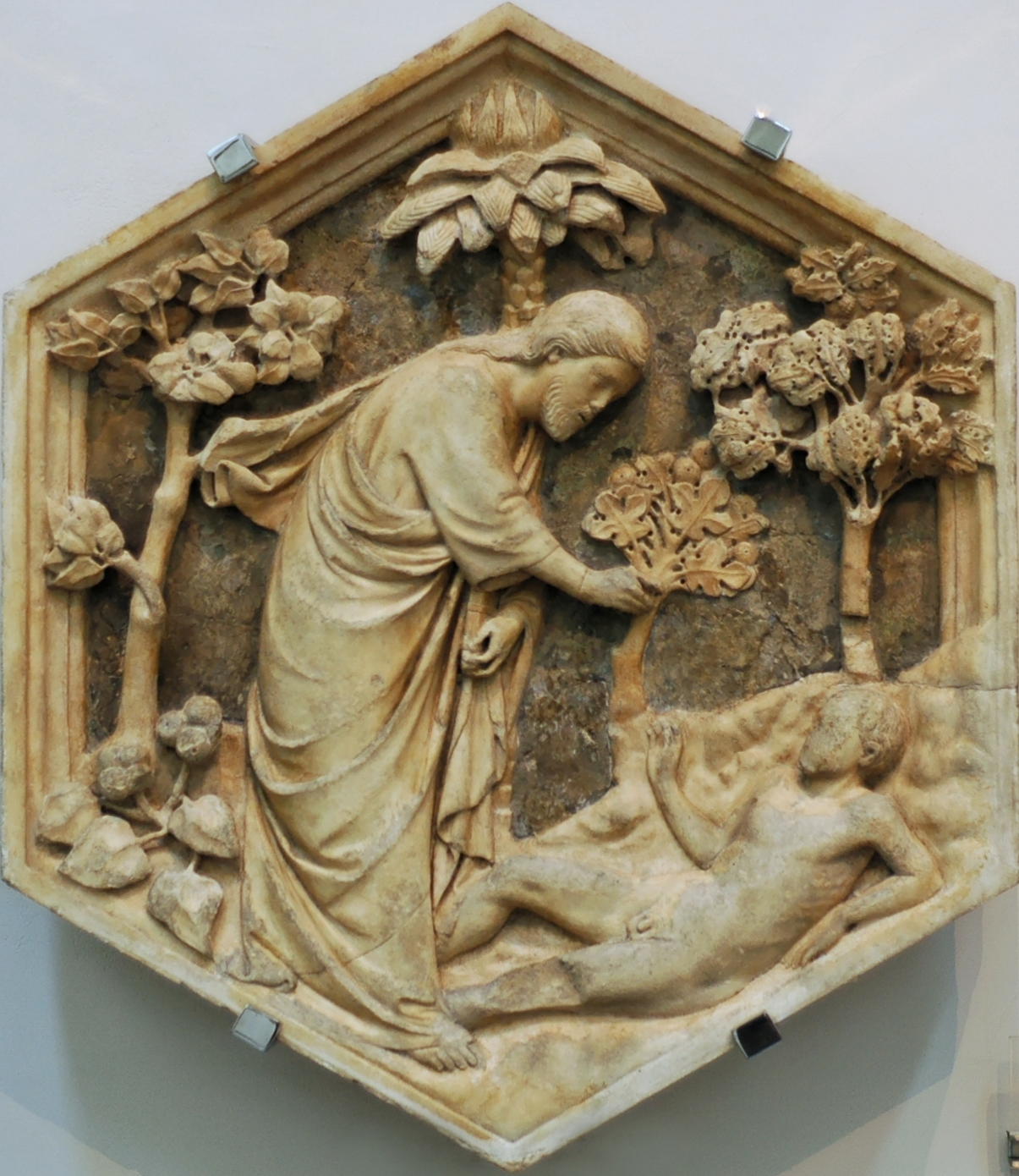
Ádám teremtése
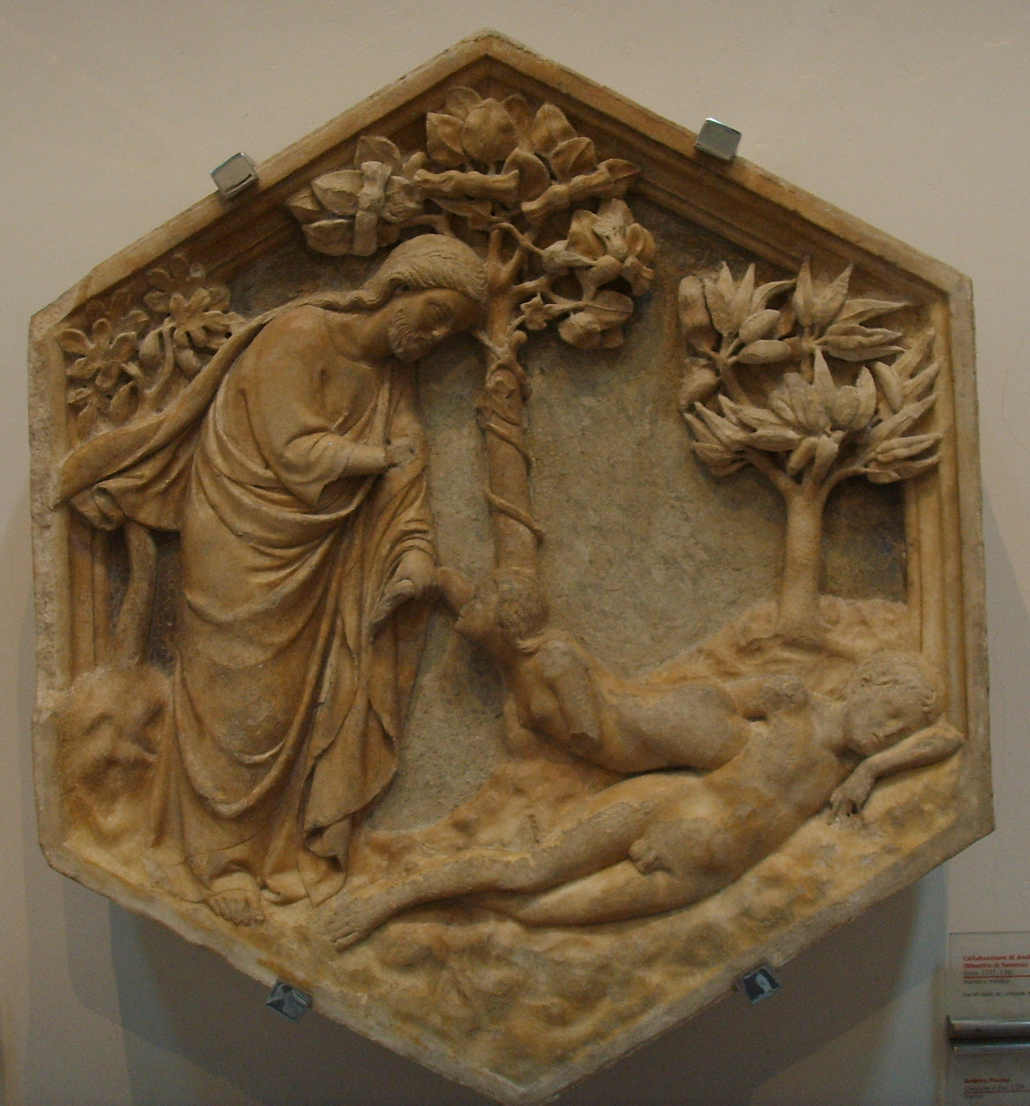
Éva teremtése
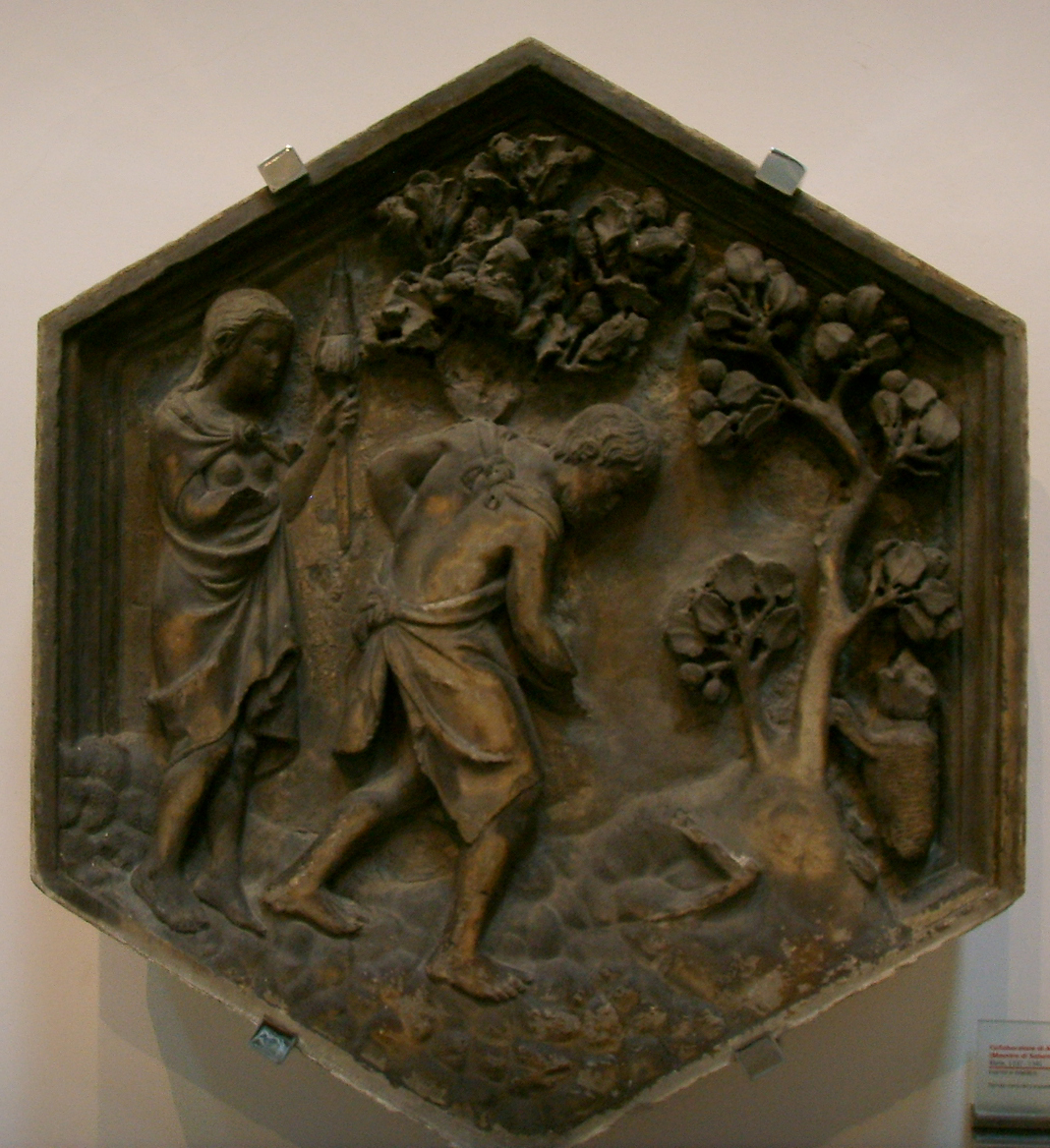
Az ősszülők munkája
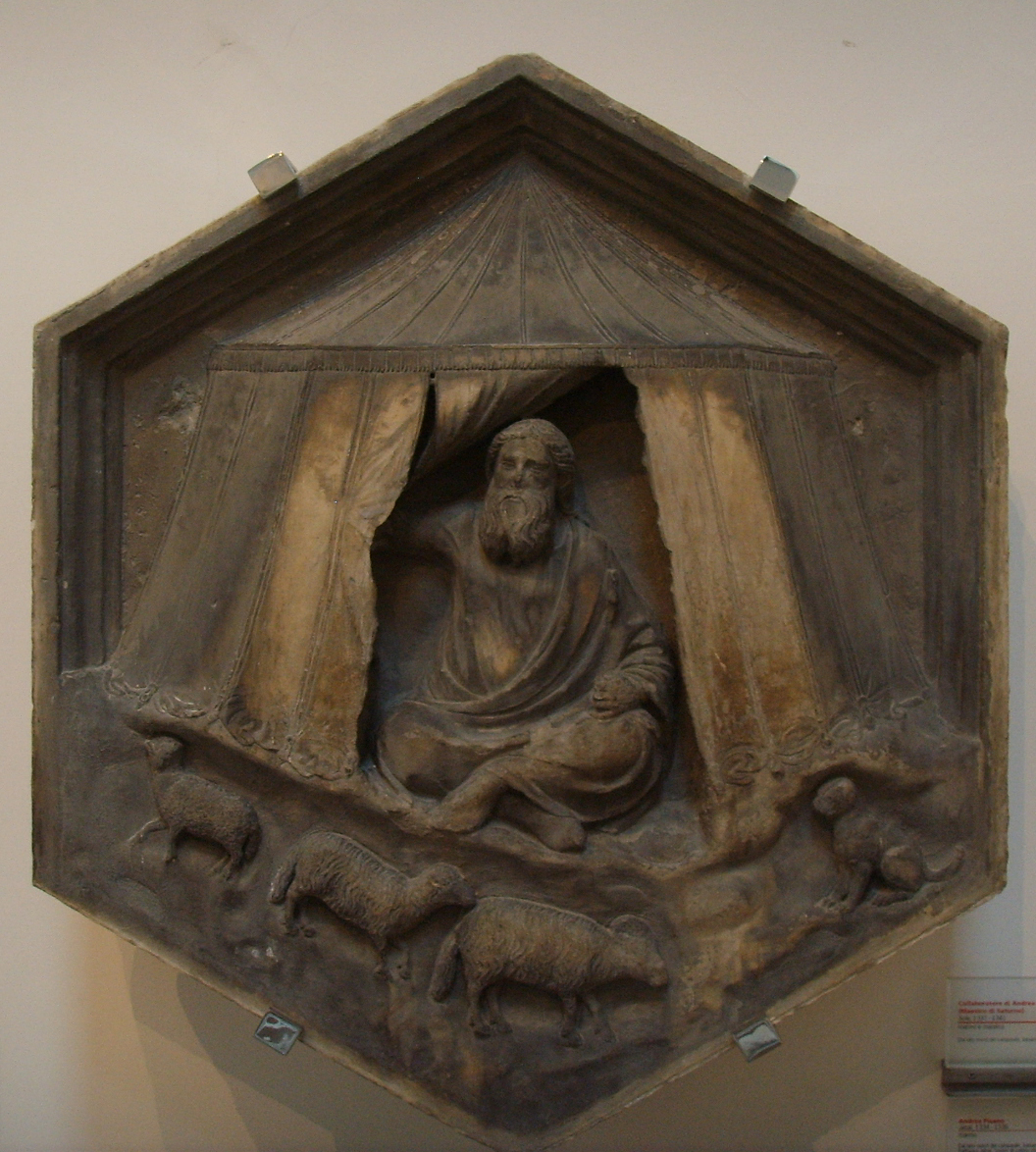
A pásztorkodás felfedezése
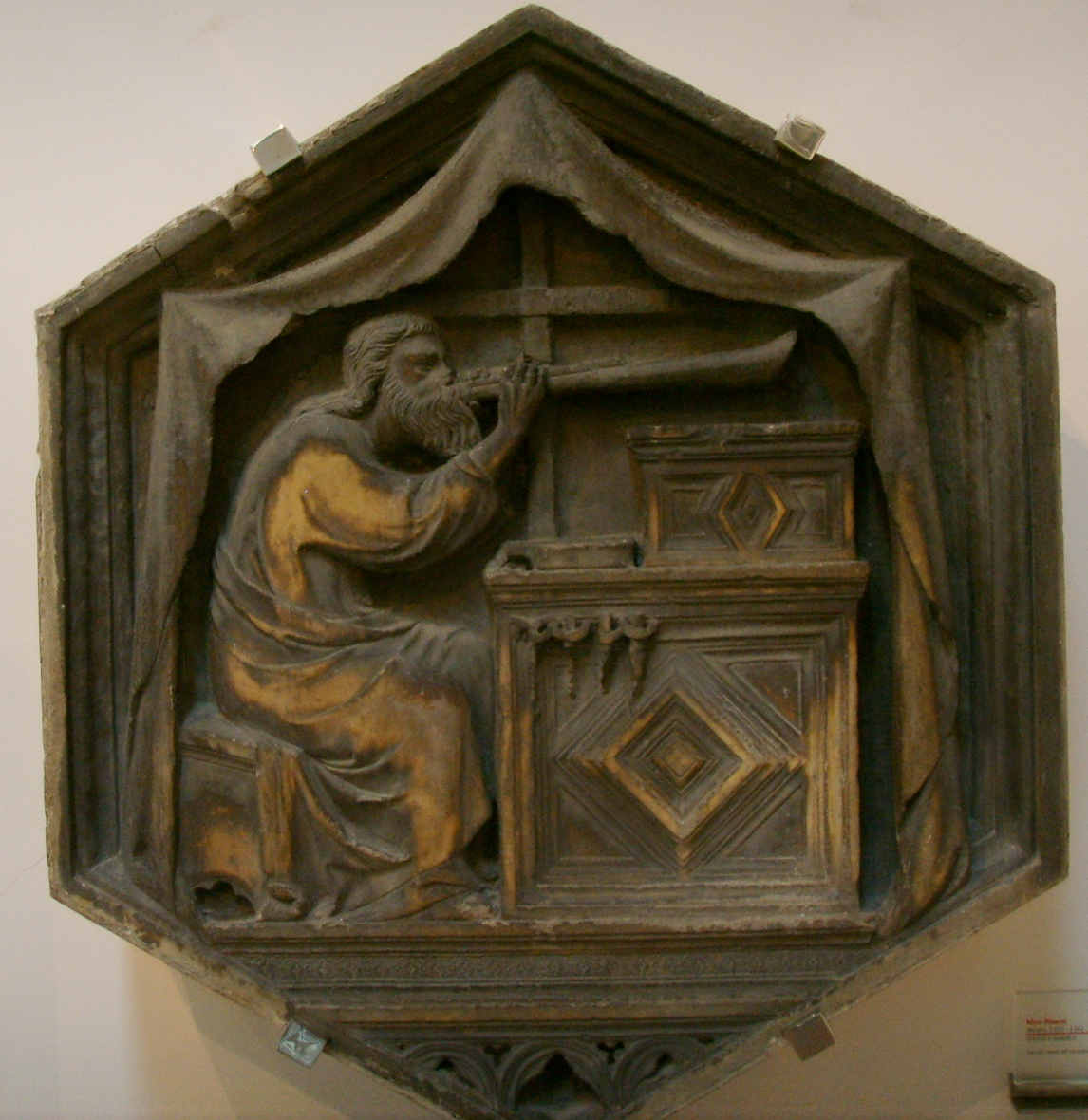
A zene felfedezése
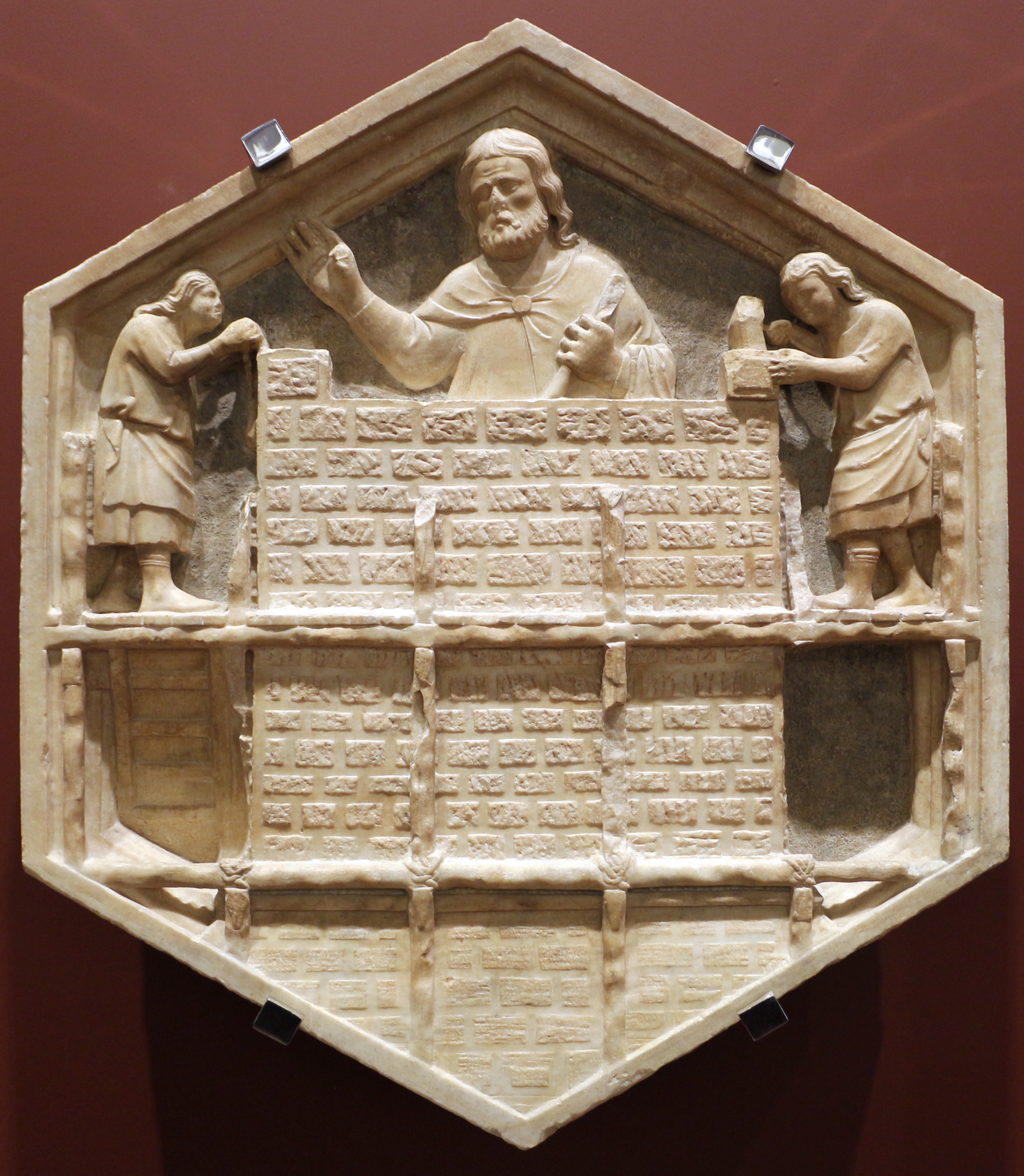
A kőművesség felfedezése
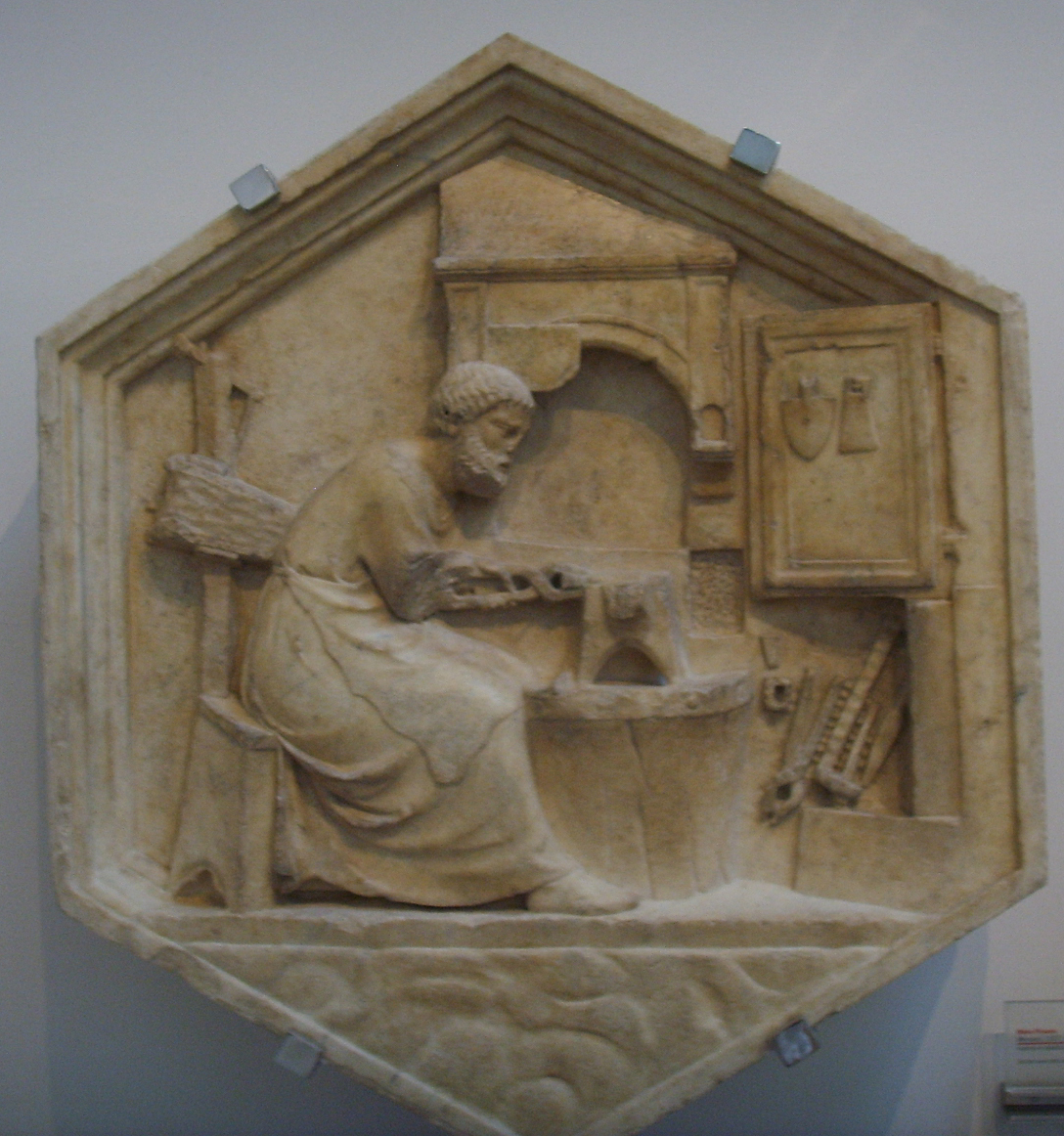
A fémművesség felfedezése
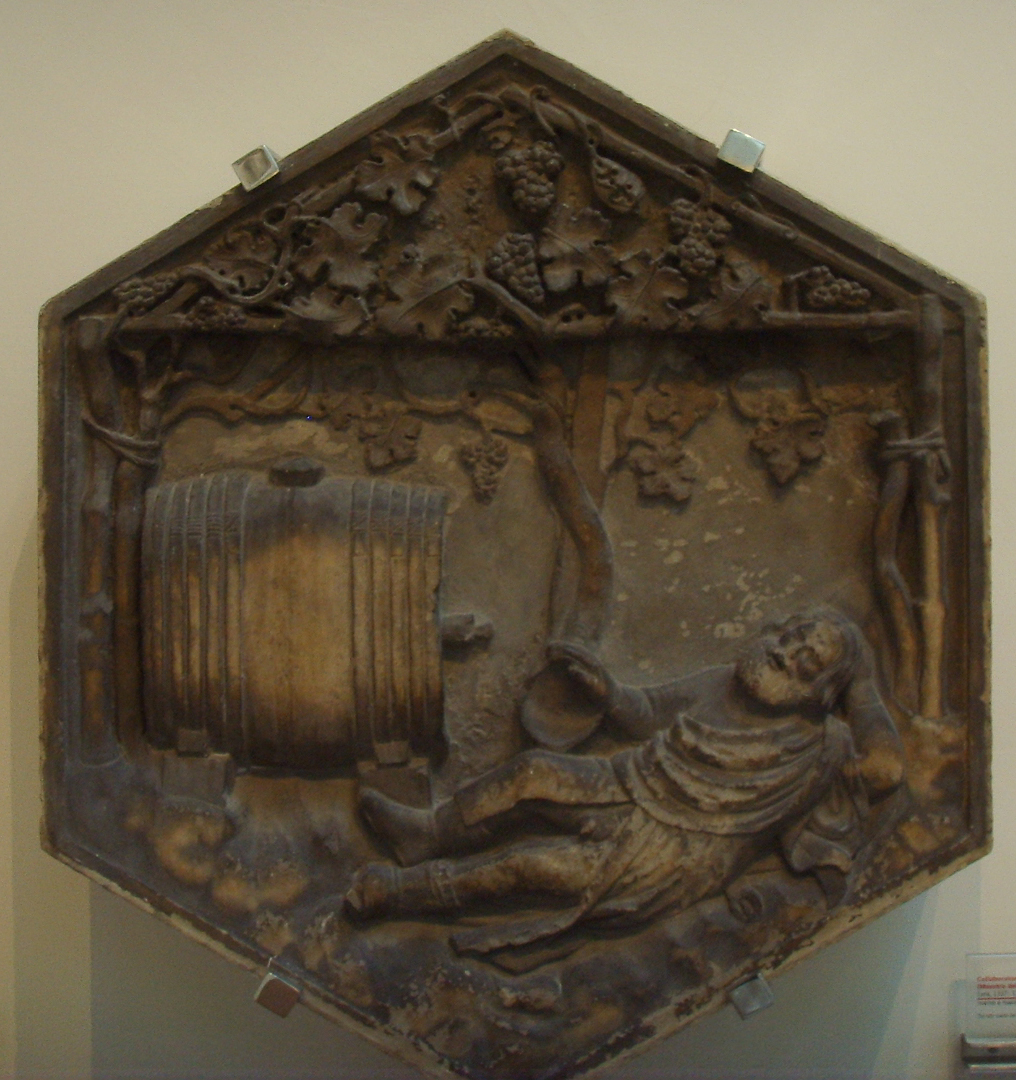
A bor felfedezése
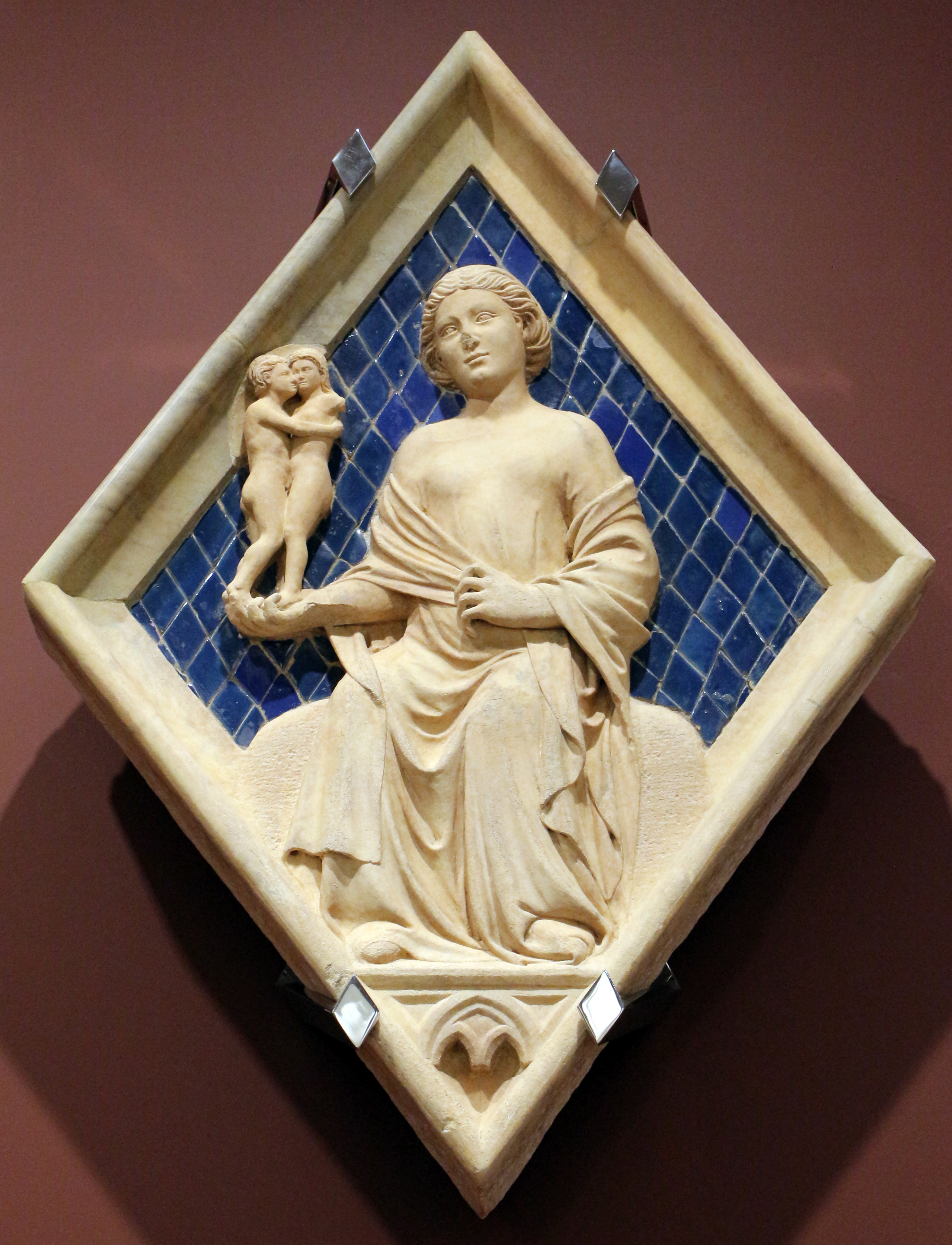
Jöjj

A felső sorban a hét erényt, a hét szabad művészetet, az irgalmasság hét jó cselekedetét és a hét szentséget ábrázolják a domborművek.

### Emeletek
Az első emelet 16 fülkéjében próféták, szibüllák és szentek szobra állt, ezek jelenleg a Museo dell'Opera del Duomóban vannak, közülük négyet Donatello készített, a többit Pisano.
A második és harmadik emeleten ikerablakok láthatók (ezek már Talenti munkái), a legfelső emeleten pedig igen nagy méretű hármasablak van. Ezek fölött egyenes zárlatú párkányzatot alakítottak ki.

## A torony megtekintése
A Campanile tetejére 414 lépcső visz fel, ahol látszanak azok a pillérek, amiket a Giotto által tervezett, de soha el nem készült 32 méter magas sisaktorony számára építettek.